# 열린민주당
열린민주당(열린民主黨)은 정봉주 전 의원이 주도하고 손혜원 의원이 합류해서 2020년 3월 8일에 창당된 대한민국의 민주당계 정당이다. 이후 2022년 1월 18일 더불어민주당과 합당하며 해산되었다.

## 역사
2020년 2월 28일, 정봉주 통합민주당 전 의원은 열린민주당 창당을 선언하고, 김대중, 노무현, 문재인 대통령 정신을 계승하겠다고 밝혔다. 또한, 총선에서 지역구 후보를 내지 않으며, 더불어민주당과 정책 경쟁을 하고 민주적 가치를 가지고 선명성 경쟁을 통해 유권자에게 선택 받겠다고 하였다. 또한, 17대 국회의원 출신 이근식 창당준비위원장은 미래통합당이 미래한국당을 만든 것은 국회 쿠데타이고 폭거라며 미래한국당을 중심으로 한 꼼수 정당이 국회 제1정당이 되는 것을 지켜볼 수 없다고 하였다. 2020년 3월 6일, 손혜원 의원이 비례 국회의원 후보를 국민이 직접 추천하고 참여하는 열린 캐스팅 공천 방식을 정봉주 전 의원이 수용하면서 합류를 결정했다. 2020년 3월 8일, 중앙당 창당대회를 열고 공식 출범했다. 더불어민주당에서는 열린민주당에 가담한 당원 모두를 영구제명조치하겠다고 이미 밝혔으며, 더불어시민당이 더불어민주당의 공식 비례정당이라고 밝혔다.
2020년 4월에 열린 대한민국 제21대 국회의원 선거에서 비례대표 후보만을 내며 참여했다. 선거 결과 5.4%의 비례 득표율을 올리면서 3명의 비례대표 당선자를 배출했다.

## 역대 지도부

### 창당준비위원회
2020. 2. 28.~2020. 3. 8.
- 창당준비위원장: 이근식

### 초대 지도부
2020. 3. 8.~2020. 4. 19.
- 당대표: 이근식
- 최고위원: 최강욱, 정봉주, 박홍률, 김대성

### 2기 지도부
2020. 4. 19.~2022. 1. 18.
- 당대표: 최강욱
- 최고위원: 국령애, 박홍률, 주진형, 황희석
- 원내대표: 김진애→강민정
- 사무총장: 안원구
- 대변인: 김성회

## 역대 선거 기록

### 국회의원 선거
|  | 0% |

|  | 5.42% |

|  | 1% |